# 沉淀

化學反應中的沉澱產生過程

在化学上，沉淀（英語：precipitation）是指从溶液中析出固体物质的过程，也指在沉淀过程中析出的固体物质。事实上，沉淀多为难溶物（20°C时溶解度<0.01g）。在化学实验和生产中广泛应用沉淀方法进行物质的分离。
在水处理中指悬浮物在水中下沉，是悬浮物和水在密度上的差异形成的。

## 生成原因
化学中沉淀的产生是由于化学反应而生成溶解度较小的物质，或者由于溶液的浓度大于该溶质的溶解度所引起的。

## 沉澱物
理想的沉澱物溶解度低（溶度積常數小）、容易過濾（顆粒大），再烘乾至一定溫度後，組成一定、雜質少且穩定性高。以下就沉澱物的顆粒、雜質、烘燒分別加以說明。

### 顆粒大小
沉澱物的顆粒大小受到相對過飽和度、沉澱物溶解度、反應物濃度、靜置時間、溫度、電解質等因素的影響。
相對過飽和度{\displaystyle ={\rm {{\frac {Q-S}{S}}\,}}}，其中Q表示瞬間局部區間沉澱劑的濃度，S是沉澱物的溶解度。
在沉澱過程中沉澱物可以是許多小顆粒，也可以由小顆粒長成大顆粒，此兩種機制即受到相對過飽和度大小的影響。若小，會有利於沉澱物顆粒長大。為了使顆粒長大，Q要小S要大，慢慢加入濃度低的沉澱劑，不時攪拌可使Q值變小，加熱可以使S值增加，這些做法可使相對過飽和度變小，而使顆粒變大。
將沉澱物與原溶液一起靜置一段時間後，亦可使沉澱顆粒變大。在靜置期間，沉澱物的溶解與生成不斷地進行，為動平衡狀態。由於小顆粒表面積大，在同樣質量下，小顆粒的表面積比大顆粒的大，因此溶解速度快。靜置過程中，小顆粒沉澱物減少，大顆粒沉澱增加。
較高的溫度可以使沉澱物顆粒變大的這種操作方法叫浸煮。
沉澱物表面帶有相同的電荷，互相排斥不易凝聚。加入電解質可以減少斥力，而凝聚成大顆粒。

## 雜質與提純
在沉澱生成的過程，可能會吸附或包裹雜質於沉澱物中。由於小顆粒沉澱的比表面積較大，所以吸附較嚴重，而沉澱顆粒大可減少雜質的吸附。沉澱物包裹的雜質可經由過濾使沉澱物與原溶液分離後，再將沉澱物溶解於適當溶液及加入沉澱劑再沉澱的方式可以減少雜質含量。
當沉澱物過濾時，也可以使用含電解質的溶液清洗沉澱物，以減少吸附的雜質。清洗溶液所含的電解質，必須要能於烘乾過程中受熱揮發，或受熱分解為氣體。例如：以稀氫氯酸清洗氯化銀沉澱後，氫氯酸能於加熱過程中變成氣態，以得到去除了可溶雜質的氯化銀。
用含電解質的溶液而不是水清洗沉澱，是為了避免水清洗造成原本已凝聚的膠體沉澱，因爲失去電解質而又分散成膠體顆粒，不利於沉澱的過濾。

### 烘乾與灼燒
過濾所得的沉澱物需加熱，以烘乾去除溶劑及揮發性物質。但部分沉澱物還要灼燒才能得到所需的化合物。例如：草酸鈣在225°C時，會去除結晶水，生成無水草酸鈣；但在900°C時，無水草酸鈣會分解成氧化鈣，因此，需要注意受灼燒化合物的性質與灼燒溫度。

## 化學方程式內的標記
通常在化学反应方程式中沉淀会被标上“↓”，如：
Ca(OH)2+CO2→CaCO3↓+H2O
从液相中产生可分离固相物的过程

## 常見沉澱
过渡金属碱和过渡金属的碳酸盐多为沉淀。
| 化學式   | 名稱       | 溶解度(20°C时，单位：g) (有括號的為括號內溫度下的溶解度) | 顏色   |
| -------- | ---------- | -------------------------------------------------------- | ------ |
| AgBr     | 溴化銀     |                                                          | 黃色   |
| AgCl     | 氯化银     | 8.9*10−5(10)                                             | 白色   |
| AgI      | 碘化銀     |                                                          | 黃色   |
| Al(OH)3  | 氢氧化铝   |                                                          | 白色   |
| BaCO3    | 碳酸钡     | 2*10−3                                                   | 白色   |
| BaSO4    | 硫酸钡     | 2.22*10−4(18)                                            | 白色   |
| CaCO3    | 碳酸钙     | 1.4*10−3(25)                                             | 白色   |
| CuCO3    | 碳酸铜     |                                                          |        |
| Cu(OH)2  | 氢氧化铜   |                                                          | 蓝色   |
| CuS      | 硫化銅     |                                                          | 黑色   |
| FeCO3    | 碳酸亚铁   |                                                          |        |
| Fe(OH)2  | 氢氧化亚铁 |                                                          | 白色   |
| Fe(OH)3  | 氢氧化铁   |                                                          | 红褐色 |
| Hg2Cl2   | 氯化亞汞   |                                                          | 白色   |
| MgCO3    | 碳酸鎂     |                                                          | 白色   |
| Mg(OH)2  | 氢氧化镁   |                                                          | 白色   |
| MnCO3    | 碳酸锰     | 6.5*10−3                                                 | 玫瑰红 |
| Mn(OH])2 | 氢氧化锰   |                                                          |        |
| PbI2     | 碘化鉛     |                                                          | 黃色   |
| PbSO4    | 硫酸鉛     |                                                          |        |
| SrSO4    | 硫酸鍶     |                                                          |        |
| ZnCO3    | 碳酸锌     | 0.001                                                    | 白色   |
| Zn(OH)2  | 氢氧化锌   |                                                          | 白色   |
| ZnS      | 硫化鋅     |                                                          | 白色   |

### 書籍
- 陳, 秀卿; 楊, 末雄; 曾, 昭桓. . Taipei shi: 環境分析學會. 2012年4月: 135-137. ISBN 9789868827707. OCLC 823204325.